# Procambarus erichsoni
Procambarus erichsoni är en kräftdjursart som beskrevs av Villalobos 1950. Procambarus erichsoni ingår i släktet Procambarus och familjen Cambaridae. IUCN kategoriserar arten globalt som otillräckligt studerad. Inga underarter finns listade i Catalogue of Life.